# Andesia lurida
Andesia lurida là một loài bướm đêm trong họ Noctuidae.